# Philodromus traviatus
Philodromus traviatus là một loài nhện trong họ Philodromidae.
Loài này thuộc chi Philodromus. Philodromus traviatus được Richard C. Banks miêu tả năm 1929.